# Clinocera binotata
Clinocera binotata är en tvåvingeart som beskrevs av Friedrich Hermann Loew 1876. Clinocera binotata ingår i släktet Clinocera och familjen dansflugor.
Artens utbredningsområde är Ontario. Inga underarter finns listade i Catalogue of Life.